# Casa de Torpa
A Casa de Torpa (em sueco:  Torpa stenhus) é uma casa medieval fortificada do século XV, localizada a oeste do lago Åsunden e a 20 km a leste da cidade de Borås. Foi construída como proteção contra os ataques dinamarqueses, e é uma das fortificações medievais melhor conservadas da Suécia. Proporciona durante o verão variadas atividades, com acesso a exposições, teatro, artesanato e produtos culinários.Segundo a tradição, a casa é assombrada, havendo relatos de vários fantasmas como a ”Senhora Cinzenta”, os ”Cavalos Brancos” e a ”Menina Emparedada”.

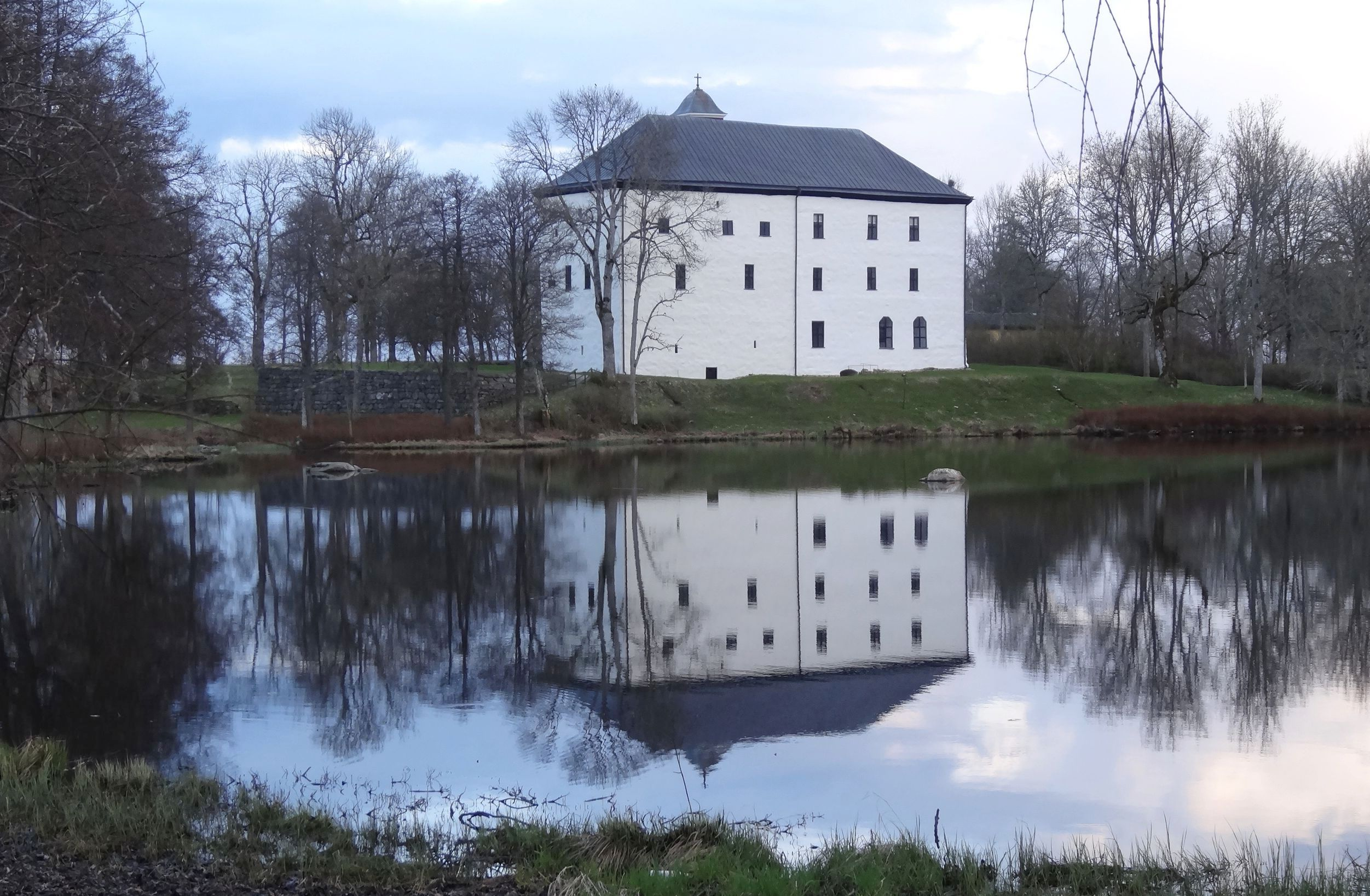
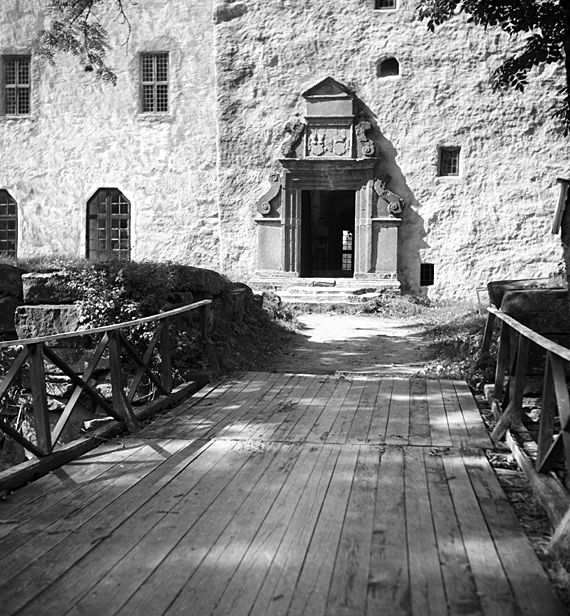